# Orde van Boyacá

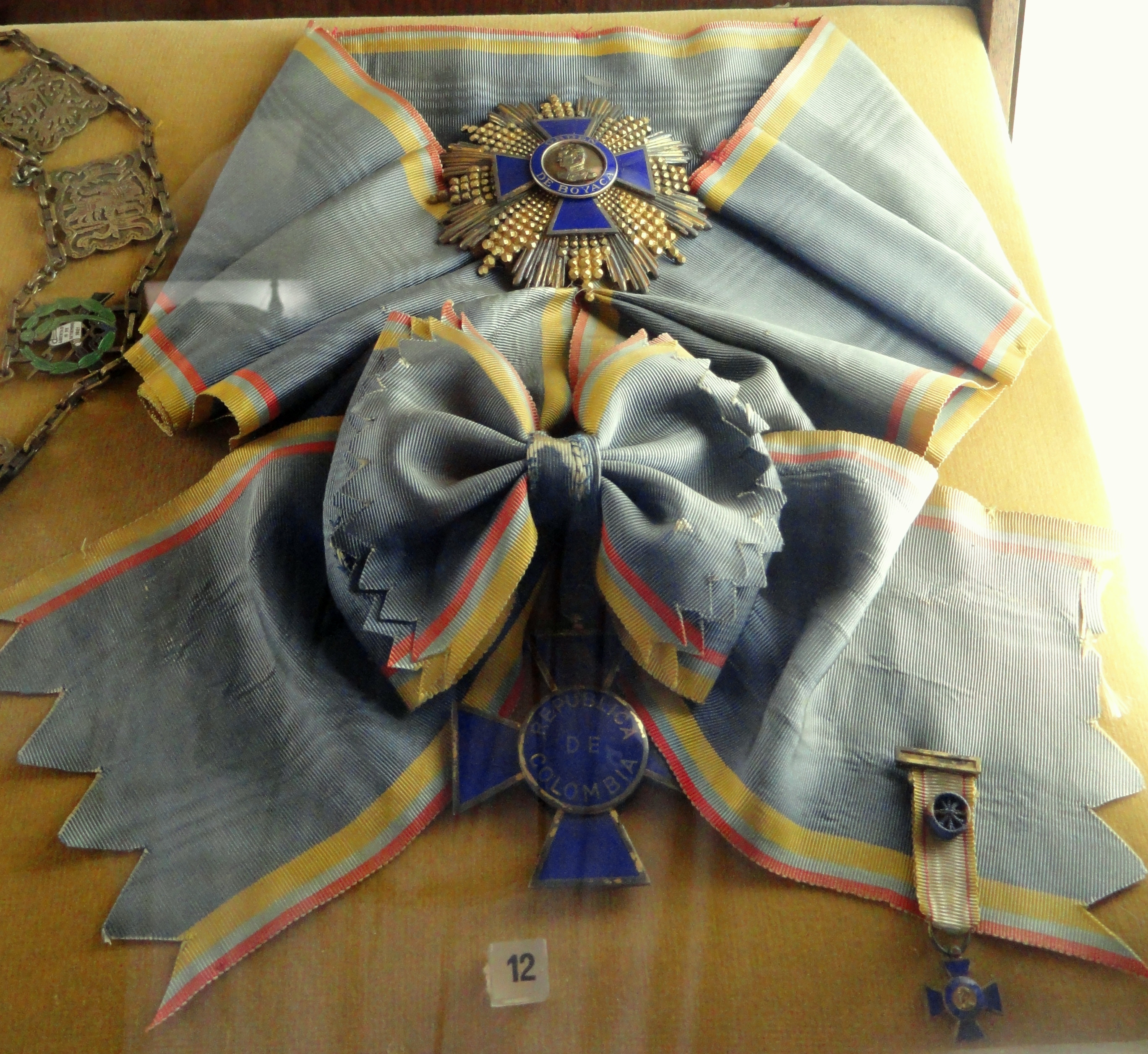
Orde van Boyacá

De Orde van Boyacá, in het Spaans "Orden de Boyacá" geheten, is een Colombiaanse ridderorde. De orde werd op 8 augustus 1919 ingesteld en wordt verleend voor bijzondere verdiensten voor de Colombiaanse strijdkrachten en later voor Colombia in het algemeen.
Boyacá is het Den Briel van Colombia. De vrijheidsstrijd begon aldaar in 1819 en men ziet het kleine departement in de Cordillera Oriental als het "hart van Colombia".
Het kleinood is een blauw geëmailleerd gouden kruis pattée met een centraal gouden medaillon waarop het portret van de vrijheidsheld Simón Bolívar is afgebeeld. Op de ring staat in gouden letters "ORDEN DE BOYACA". Er is geen verhoging.
De ster heeft acht punten van gebrillanteerde stralen en acht maal negen zilveren onbewerkte stralen.
Het kleinood is op de ster gelegd.
Het lint heeft de kleuren van de Colombiaanse vlag. Het is donkerblauw met een smalle geel-blauw-rode bies.

## Ridders in de Orde van Boyacá[1]
- Radamel Falcao
- Radamel García
- León de Greiff
- Francisco Maturana
- Juan Pablo Montoya
- Mariana Pajón
- Nairo Quintana
- Leopoldo Rother
- Juan Manuel Santos
- Tony Blair
- Koning Boudewijn